# 取替資産
取替資産（とりかえしさん）とは、企業会計上の資産の一種である。
固定資産の中には、鉄道におけるレール・枕木や高速道路におけるガードレール・道路標識に代表されるように、同種物品が多数集まってひとつの固定資産になるものがある。このようなものは交換（取替）により全体が維持されていくので、減価償却を個別に適用するのは大変な手間を要する。そこで、生まれた考えが取替法である。例にあげた固定資産の集まりを取替資産とする。たとえば鉄道の場合、通常の取替時には古いレールを取り外した記録と、新しいレールを購入した記録の二つを処理する必要がある。
| 固定資産廃棄損 | 100,000,000 | 構築物 | 300,000,000 |
| 減価償却累計額 | 200,000,000 |        |             |

| 構築物 | 400,000,000 | 当座預金 | 400,000,000 |

この取引を取り替えとせずに、維持費がかかった事にするのが取替法である。
| 取替費 | 400,000,000 | 当座預金 | 400,000,000 |

このようになるので減価償却とは全く異なるものである。ただし、この状態ではつねに新品のままの価格になってしまう。そこで原価の半分までの減価償却を行う半額法という方法もある。税法で認められる取替法はこの半額法を指す。